# 阿爾卑西亞跳台滑雪場
阿爾卑西亞跳台滑雪場（韓語：알펜시아 스키점프 경기장）是一座位於韓國平昌郡阿爾卑西亞度假村的跳台滑雪場。

## 歷史
在最初的規劃，本體育場會用來舉行2018年冬季奧林匹克運動會的開閉幕典禮。現在只有舉行跳台滑雪和北歐混合式滑雪賽事。該場地興建於2008年，最多可以容納26000人，作為比賽場地時可容納13000人。